# North Wales Main Line
La North Wales Main Line (en anglais) ou Prif Linell Gogledd Cymru (en gallois), également appelée North Wales Coast Line (en anglais) ou Llinell Arfordir Gogledd Cymru (en gallois), est une ligne de chemin de fer qui relie Holyhead, sur l'île d'Anglesey, à Crewe, dans le Cheshire, en longeant sur une grande partie de son tracé le littoral septentrional du pays de Galles.
Elle emprunte notamment le pont ferroviaire de Conwy pour franchir la Conwy et le pont Britannia pour franchir le Menai.

## Desserte
La ligne dessert :
- dans le Cheshire (seul comté anglais desservi par la ligne) :

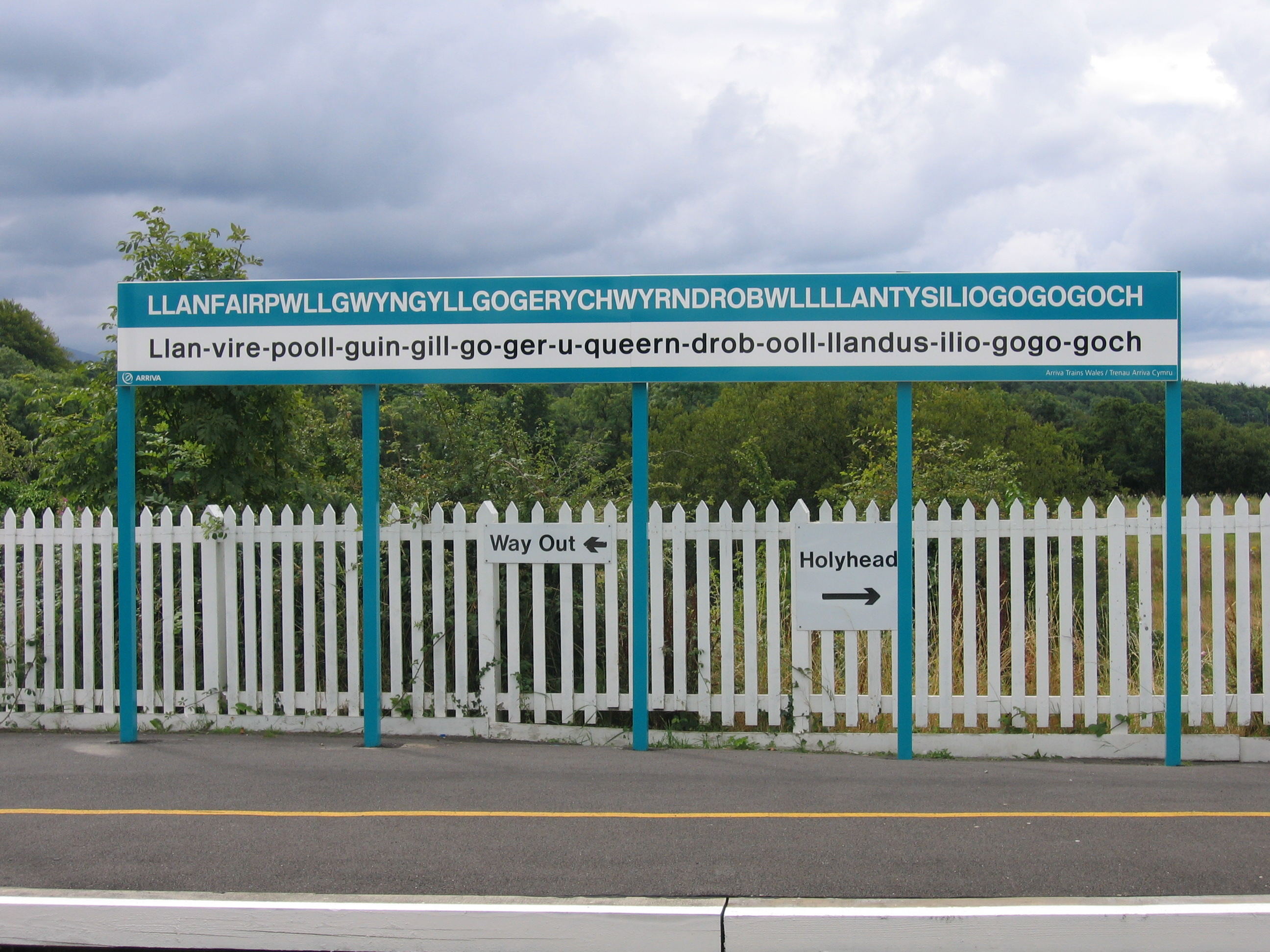
Panneau à la gare de Llanfairpwll avec la version longue du nom du village.

  - Crewe
  - Chester

- dans le Flintshire :
  - Shotton
  - Flint

- dans le Denbighshire :
  - Prestatyn
  - Rhyl

- dans le Conwy :
  - Abergele
  - Colwyn Bay
  - Llandudno Junction (en)
  - Conwy
  - Penmaenmawr
  - Llanfairfechan

- dans le Gwynedd :
  - Bangor

- sur Anglesey :
  - Llanfairpwll
  - Bodorgan
  - Tŷ Croes (en)
  - Rhosneigr (en)
  - Valley
  - Holyhead